# Acacia berlandieri
Acacia berlandieri är en ärtväxtart som beskrevs av George Bentham. Acacia berlandieri ingår i släktet akacior, och familjen ärtväxter. Inga underarter finns listade i Catalogue of Life.

## Bildgalleri

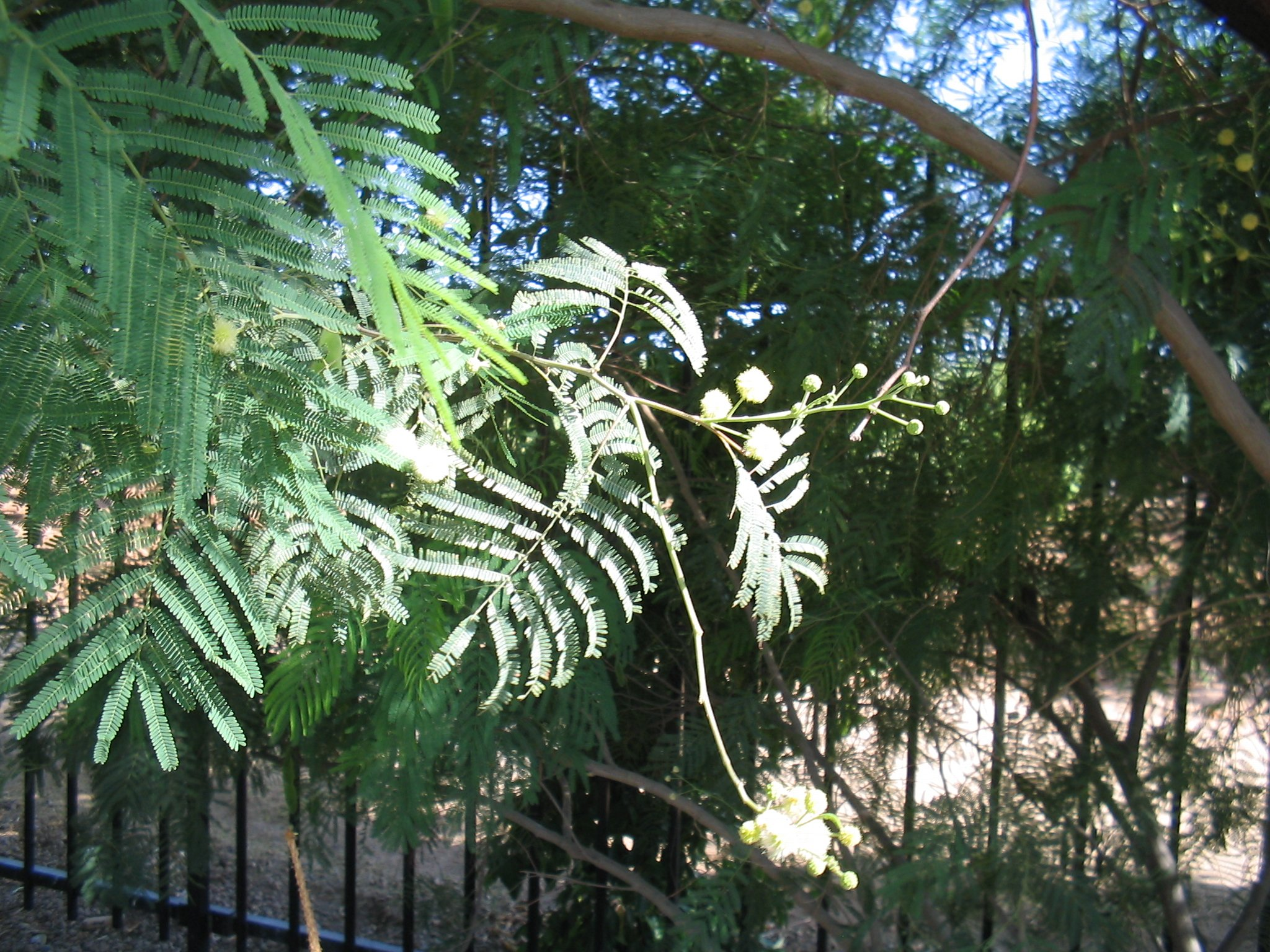
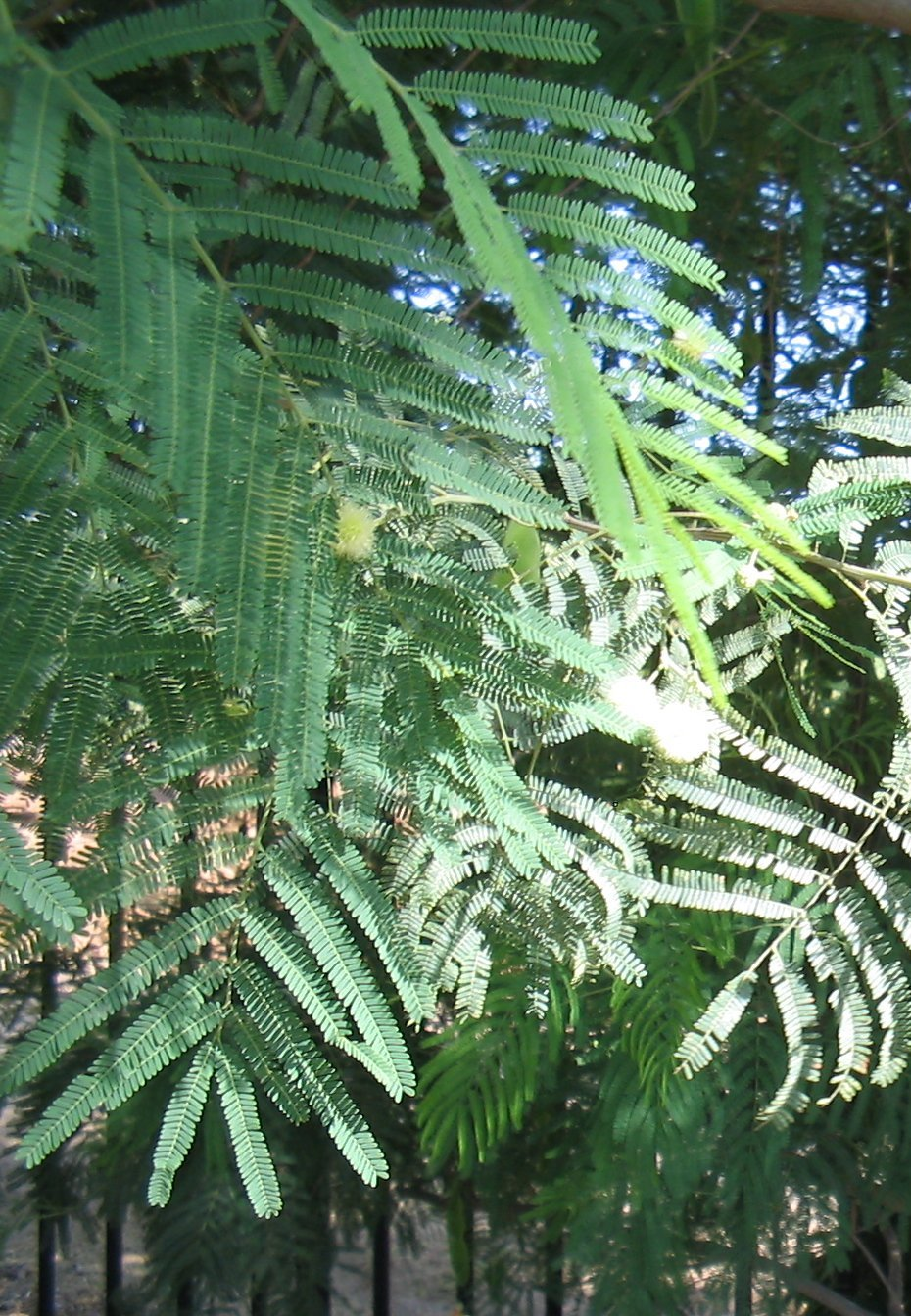
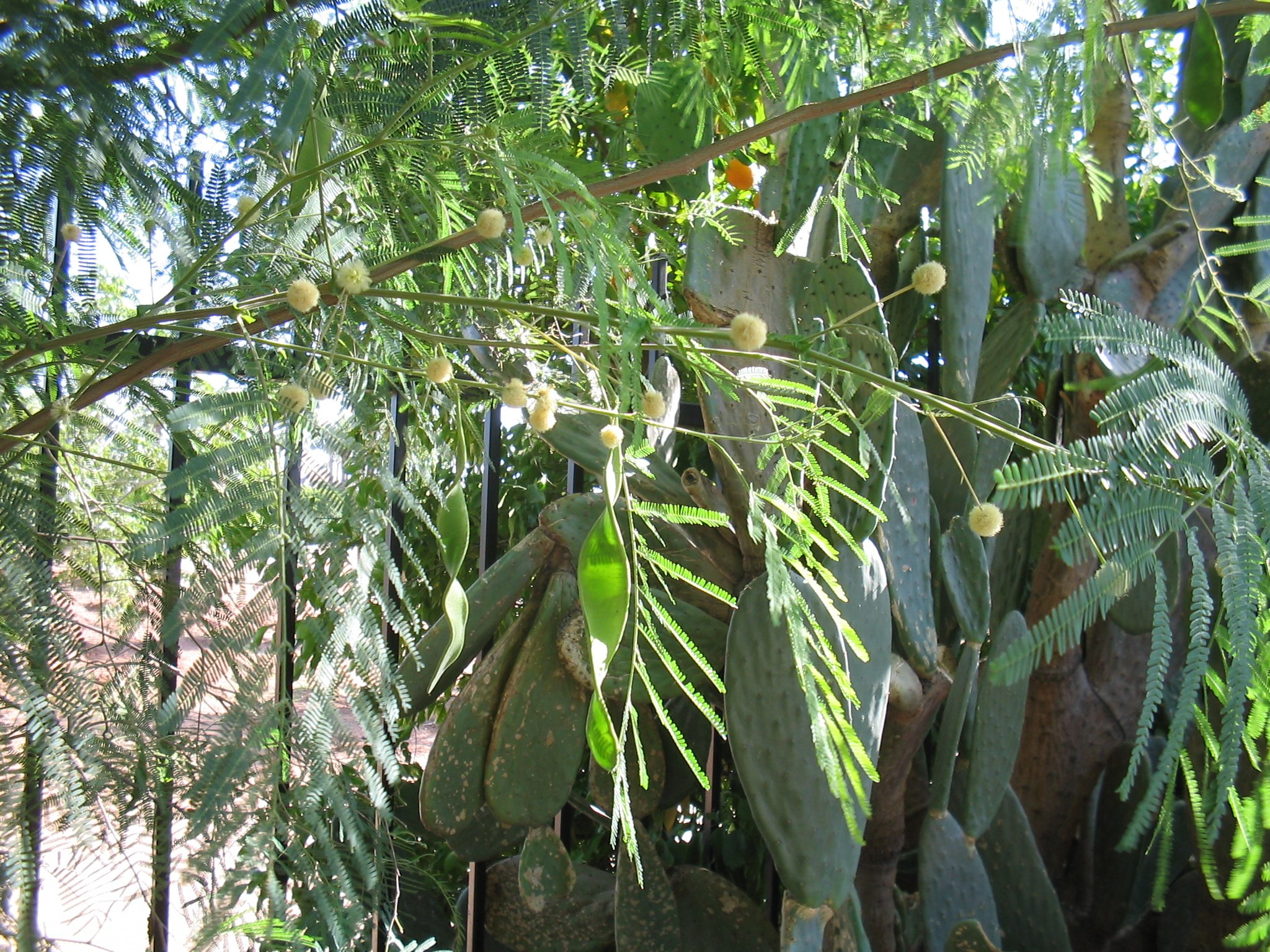
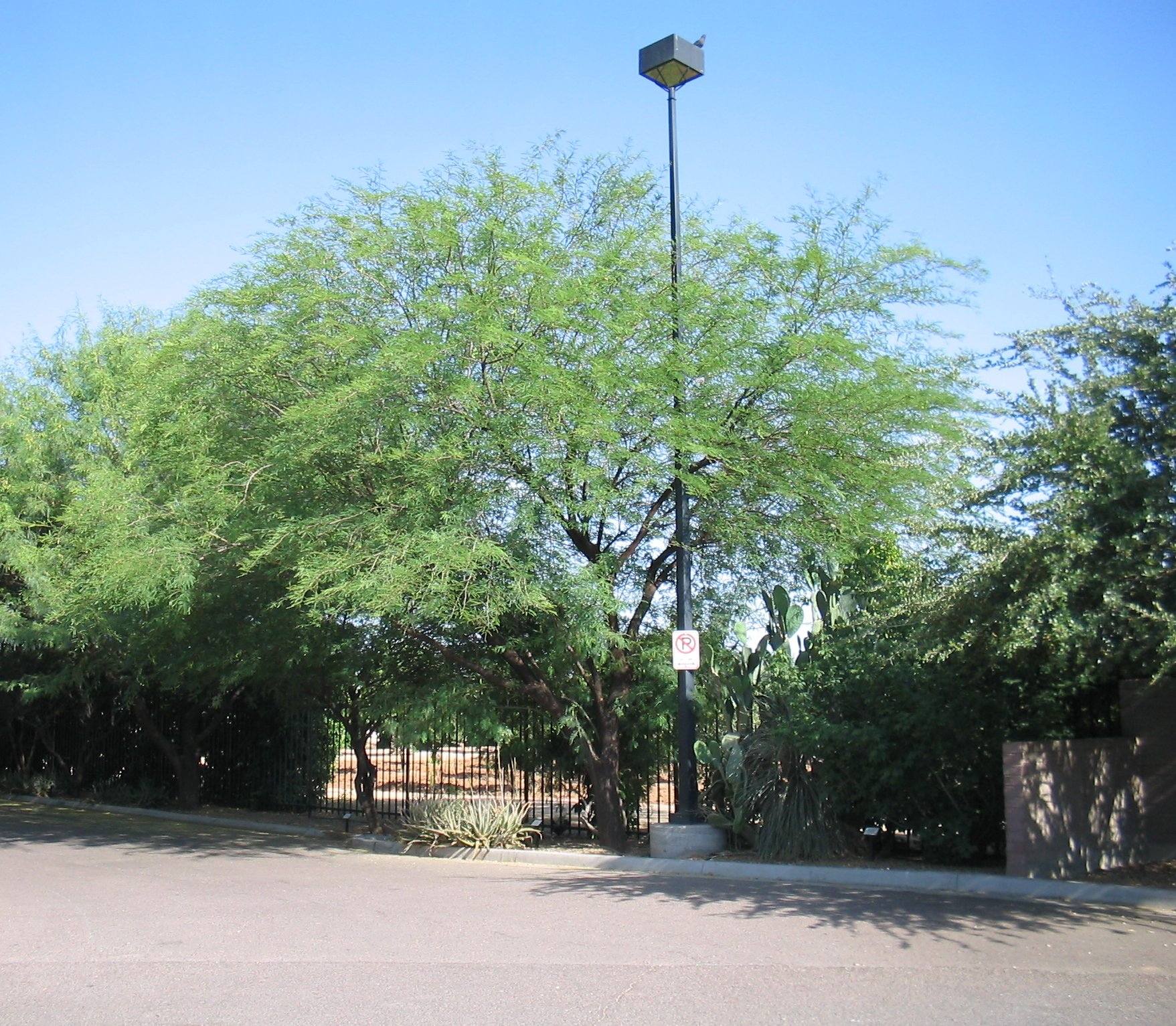
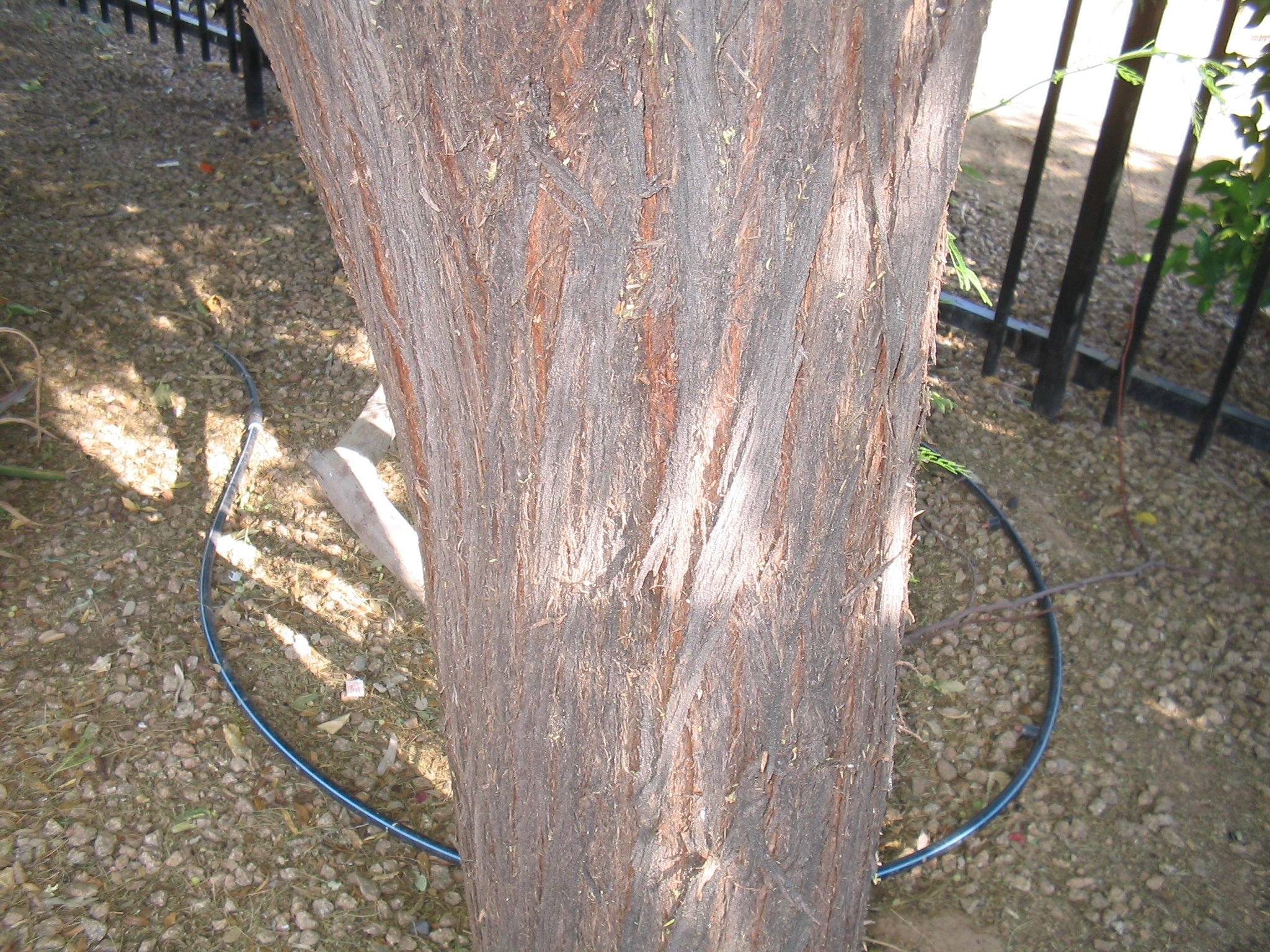
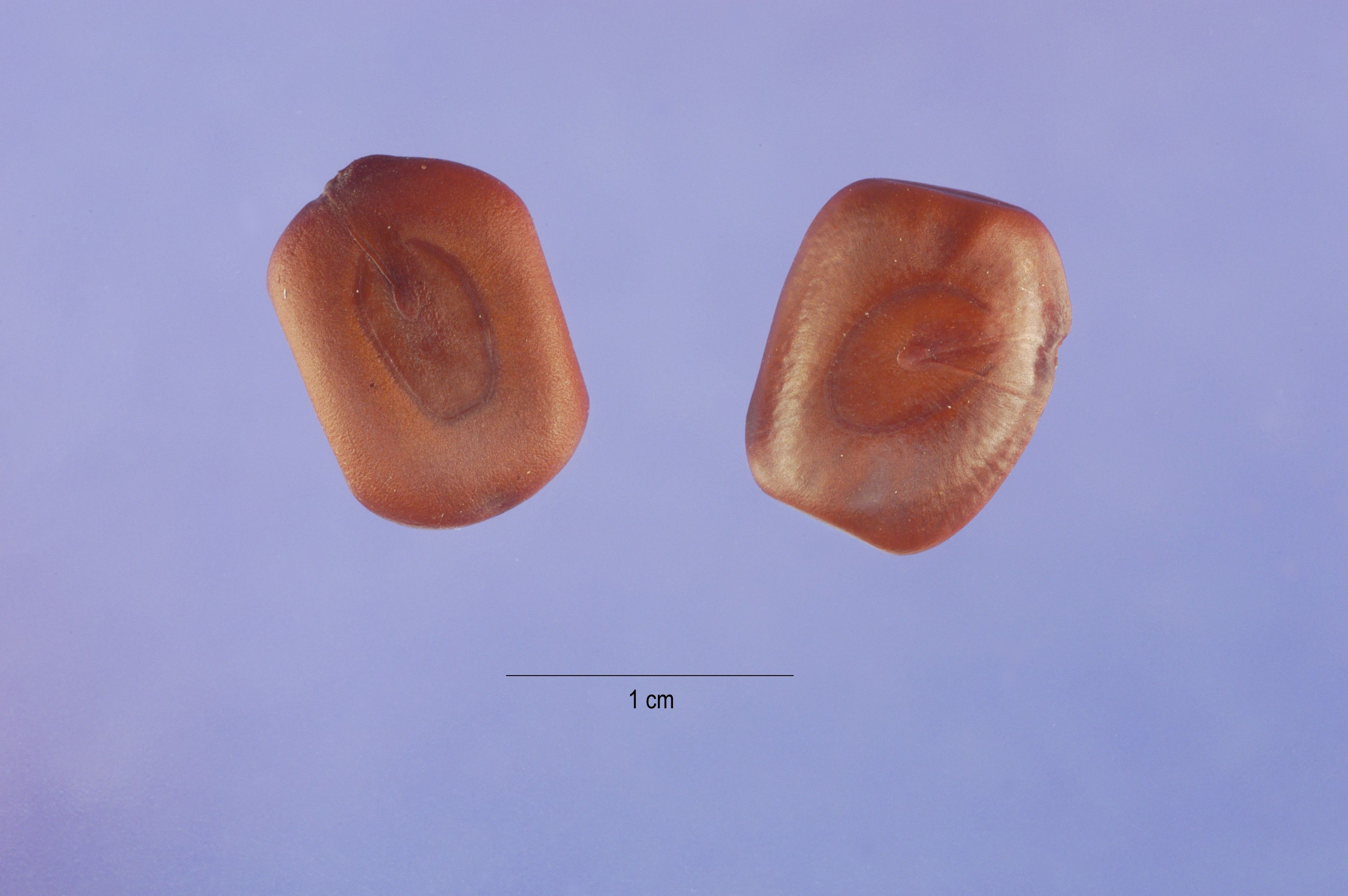